# Ahmet Kurtcebe Alptemoçin
Ahmet Kurtcebe Alptemoçin (* 27. Januar 1940 in İstanbul) ist ein türkischer Politiker und ehemaliger Außenminister der Türkei.
Alptemoçin absolvierte die Fakultät für Maschinenbau an der Technischen Universität des Nahen Ostens in Ankara. Er war in der 17. und 18. Legislaturperiode der Großen Nationalversammlung der Türkei Abgeordneter der Provinz Bursa. Unter der ersten Regierung von Turgut Özal war er anfänglich Staatsminister. Alptemoçin war anschließend vom 26. November 1984 bis zum 30. März 1989 Minister für Finanzen und Zoll und vom 10. November 1990 bis zum 23. Juni 1991 Außenminister der Türkei.